# Élections régionales de 1989 à Berlin-Ouest

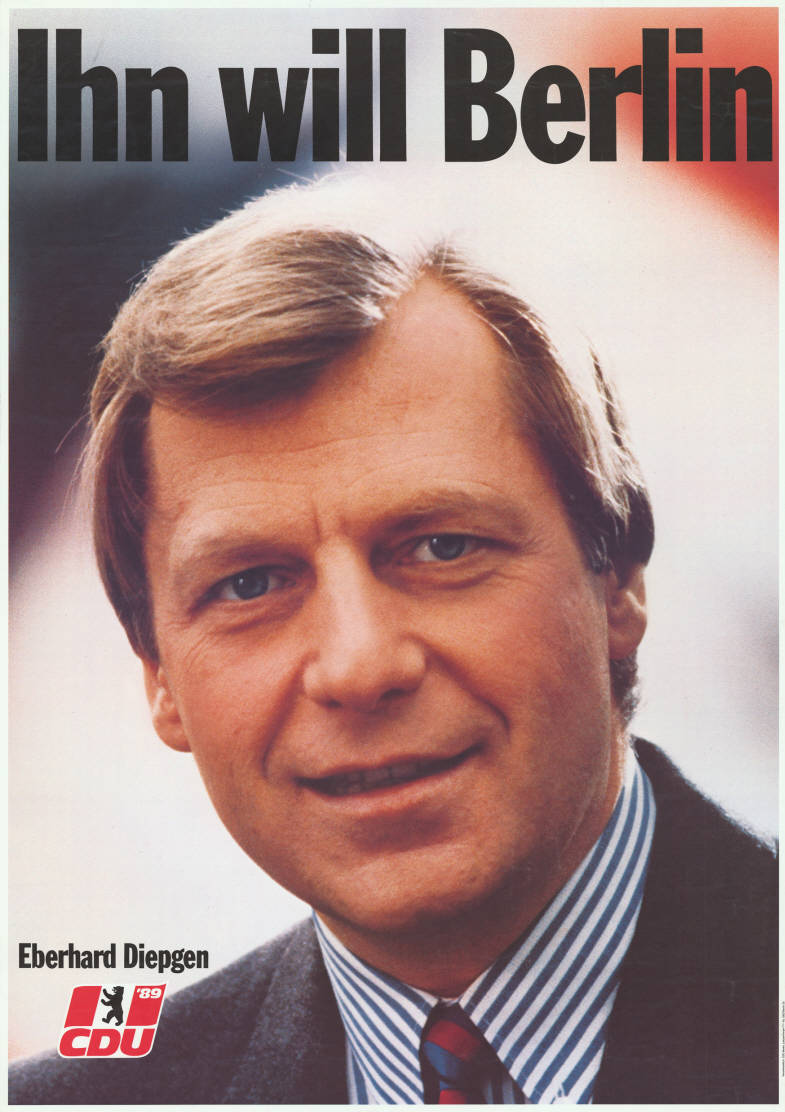
Eberhard Diepgen maire-gouverneur dont la coalition obtient 41,6%.

Les élections pour la 11e législature de la Abgeordnetenhaus de Berlin-Ouest se sont tenues le 29 janvier 1989.

## Résultats
La participation s'est élevée à 79,6 % des 1 532 870 électeurs inscrits.
| Parti | Parti                                        | Voix      | %      | +/-  | Sièges | +/- |
| ----- | -------------------------------------------- | --------- | ------ | ---- | ------ | --- |
|       | Union chrétienne-démocrate d'Allemagne (CDU) | 453 211   | 37,7 % | -6,7 | 55     | -14 |
|       | Parti social-démocrate (SPD)                 | 448 203   | 37,3 % | +4,9 | 55     | +7  |
|       | Liste alternative (AL)                       | 141 529   | 11,8 % | +1,2 | 17     | +2  |
|       | Les Républicains (REP)                       | 90 222    | 7,5 %  | +7,5 | 11     | +11 |
|       | Parti libéral-démocrate (FDP)                | 47 153    | 3,9 %  | -4,6 | 0      | -12 |
|       | Autres                                       | 20 354    | 1,7 %  | n/a  | 0      | n/a |
| TOTAL | TOTAL                                        | 1 200 672 | 100 %  | n/a  | 138    | -6  |

## Analyse
Ce scrutin est marqué par la déroute spectaculaire de la coalition noire-jaune, formée entre la CDU et le FDP, du maire-gouverneur Eberhard Diepgen, qui n'obtient que 41,6 % des voix, contre plus de 54 % au précédent scrutin. Pire encore, les libéraux sont exclus du parlement régional, faute d'avoir franchi la barre des 5 % des suffrages exprimés. À gauche, le SPD de Walter Momper talonne les chrétiens-démocrates, au point de remporter le même nombre de sièges. La bonne tenue de la Liste alternative (AL) donne à une éventuelle coalition rouge-verte une majorité absolue de 72 sièges sur 138. À noter enfin l'entrée, pour la première fois depuis 1946, d'un parti d'extrême-droite à la Abgeordnetenhaus, avec un score important de 7,5 % des voix.
Le SPD et AL ayant fini par s'allier, Walter Momper est élu maire-gouverneur le 16 mars et forme le premier gouvernement majoritairement féminin d'Allemagne.